# Currie Cup Premier Division 2006
La Currie Cup Premier Division de 2006 fue la sexagésima octava del principal torneo de rugby provincial de Sudáfrica.
El torneo fue compartido entre Free State Cheetahs y Blue Bulls luego de terminar empatados en la final.

## Sistema de disputa
El torneo se disputó en formato liga donde cada equipo se enfrentó a los equipos restantes, luego los mejores cuatro clasificados disputaron semifinales y final.
Mientras que el séptimo clasificado disputó un partido de promoción frente al campeón de la segunda división.

## Clasificación
| Pos. | Equipo              | Encuentros | Encuentros | Encuentros | Encuentros | Tantos | Tantos | Tantos | PB | PB | Puntos |
| Pos. | Equipo              | PJ         | PG         | PE         | PP         | F      | C      | Dif    | BO | BD | Puntos |
| ---- | ------------------- | ---------- | ---------- | ---------- | ---------- | ------ | ------ | ------ | -- | -- | ------ |
| 1.º  | Free State Cheetahs | 14         | 10         | 0          | 4          | 579    | 286    | +293   | 9  | 1  | 50     |
| 2.º  | Blue Bulls          | 14         | 10         | 0          | 4          | 479    | 284    | +195   | 8  | 2  | 50     |
| 3.º  | Western Province    | 14         | 10         | 0          | 4          | 424    | 289    | +135   | 7  | 2  | 49     |
| 4.º  | Natal Sharks        | 14         | 9          | 0          | 5          | 513    | 309    | +204   | 3  | 9  | 48     |
| 5.º  | Golden Lions        | 14         | 9          | 0          | 5          | 485    | 383    | +102   | 8  | 2  | 46     |
| 6.º  | Griquas             | 14         | 5          | 0          | 9          | 370    | 509    | -139   | 3  | 2  | 25     |
| 7.º  | Valke               | 14         | 3          | 0          | 11         | 303    | 546    | -243   | 4  | 1  | 17     |
| 8.º  | Pumas               | 14         | 0          | 0          | 14         | 244    | 791    | -547   | 3  | 1  | 4      |

|  | Semifinalistas. |
|  | Promoción.      |

### Semifinales
| 7 de octubre | Free State Cheetahs | 30 - 14 | Natal Sharks | Free State Stadium, Bloemfontein |  |

| 7 de octubre | Blue Bulls | 45 - 30 | Western Province | Estadio Loftus Versfeld, Pretoria |  |

### Final
| 14 de octubre | Free State Cheetahs | 28 - 28 | Blue Bulls | Free State Stadium, Bloemfontein |  |

| Bandera de Sudáfrica        |
| Campeón Free State Cheetahs |
| Tercer título               |

| Bandera de Sudáfrica    |
| Campeón Blue Bulls      |
| Vigesimo segundo título |

## Promoción
| 11 de mayo de 2007 | Boland Cavaliers | 39 - 16 | Pumas |  |  |

| 18 de mayo de 2007 | Pumas | 5 - 65 | Boland Cavaliers |  |  |

- Los Cavaliers ascienden de categoría para la próxima temporada.